# 鄭慶心
鄭 慶心（チョン・ギョンシム、韓国語: 정경심、1962年 - ）は、韓国の文学者。元東洋大学校教養学部教授。法学者の曹国の妻である。2019年に私募ファンドに不正な投資をしたなどの横領などの罪に問われてソウル中央地方検察庁に逮捕された。

## 来歴
ソウル大学校英語英文学科学士卒業。ソウル大学校大学院英語英文学科修士修了。
ヨーク大学大学院修士修了。アバディーン大学英語英文学科博士卒業。

## 疑惑
チョ・グク事態で東洋大学校総長名義の表彰状を任意に授与するなどの入試不正疑惑で拘束裁判中であるが今回の捜査とは無関係に東洋大学校側からチョ・グク前法務部長官の顔色を見て休職処理で懲戒を終えたことはないかという疑惑が提起されている。 
2019年10月時点では検察庁の要求に応じ、ソウル中央地方裁判所の拘束令状により拘束捜査中である（ソウル中央地裁2019告927）。
2020年12月23日、入試不正などの罪でソウル中央地方裁判所から懲役4年の実刑と罰金5億ウォン、追徴金1億4000万ウォンの判決を言い渡され、法廷拘束された。控訴したが2021年8月11日にソウル高等裁判所から一審と同じ懲役4年を言い渡された。しかし、罰金は5000万ウォン、追徴金は1000万ウォンに減額された。東洋大学校は同年8月31日付で鄭慶心を免職処分とした。
2022年1月27日、大法院は二審判決を支持し、懲役4年の判決が確定した。
息子関連入試不正疑惑で別件起訴され1審で懲役1年刑の判決を宣告されたが控訴しこの刑が確定すれば娘の入試不正の疑いで懲役4年の判決を受けた事件と関連した刑期満了以降も釈放されず再び拘束が延長されることになる。
2023年9月27日、法務部の仮釈放決定で娘関連の入試不正などの疑いについては残余刑期11ヶ月余りを控えて仮出所した。しかし、上述した様に息子関連入試不正疑惑などで1審裁判所で懲役1年刑の判決を別件で宣告された状況なので上級審で懲役1年刑の判決が確定すれば再び拘束されることになる。そして仮釈放であって刑期満了で出所したのではないため予定された刑期満了日までは住居地を管轄する警察署の保護観察を受けながら身の自由に一定の制約を受けることになる。2024年2月8日、ソウル高等裁判所は関連の罪で既に刑が確定して服役した状況などを斟酌し執行猶予付きに減刑した。